# Bornmuellera glabrescens
Bornmuellera glabrescens là một loài thực vật có hoa trong họ Cải. Loài này được (Boiss. & Balansa) Cullen & T.R.Dudley mô tả khoa học đầu tiên năm 1965.